# Кузьниця-Желіховська
Кузьниця-Желіховська (пол. Kuźnica Żelichowska, нім. Selchowhammer) — село в Польщі, у гміні Кшиж-Велькопольський Чарнковсько-Тшцянецького повіту Великопольського воєводства.
Населення — 257 осіб (2011).
У 1975-1998 роках село належало до Пільського воєводства.

## Демографія
Демографічна структура станом на 31 березня 2011 року:
|          | Загалом | Допрацездатний вік | Працездатний вік | Постпрацездатний вік |
| -------- | ------- | ------------------ | ---------------- | -------------------- |
| Чоловіки | 128     | 23                 | 95               | 10                   |
| Жінки    | 129     | 20                 | 79               | 30                   |
| Разом    | 257     | 43                 | 174              | 40                   |